# Szappanbuborék

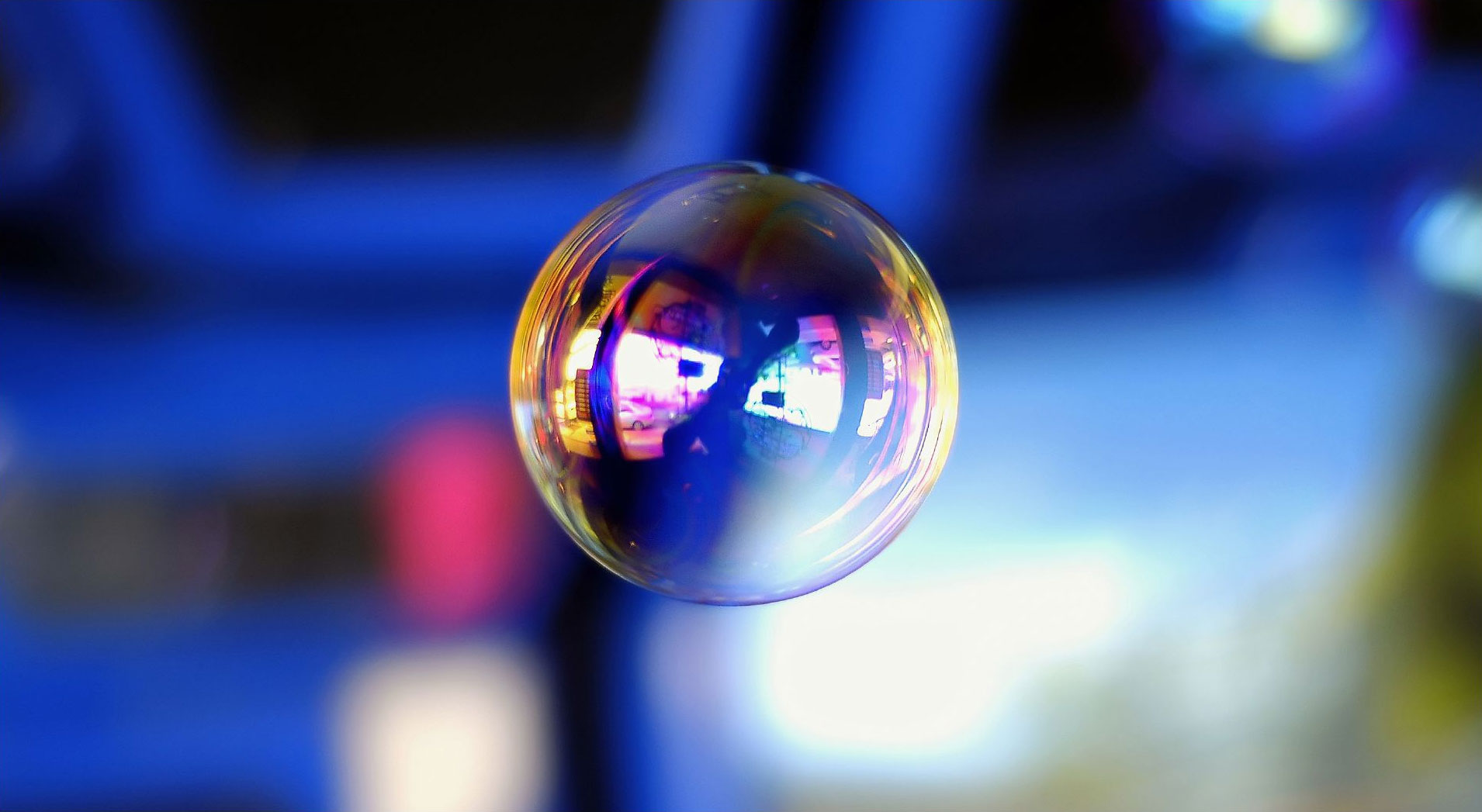
Egy szappanbuborék

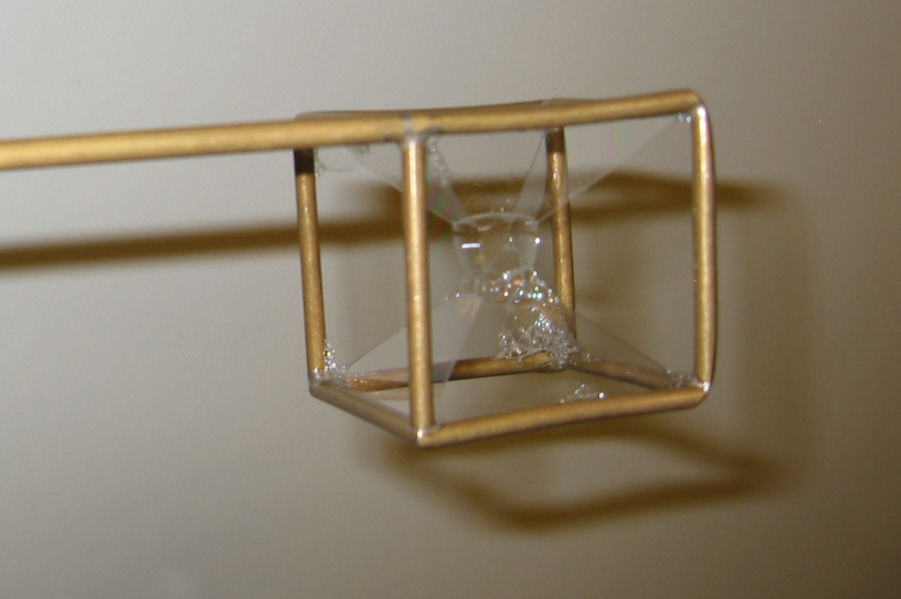
A legkisebb energiaszintű felület kialakításának az elve mindig teljesül

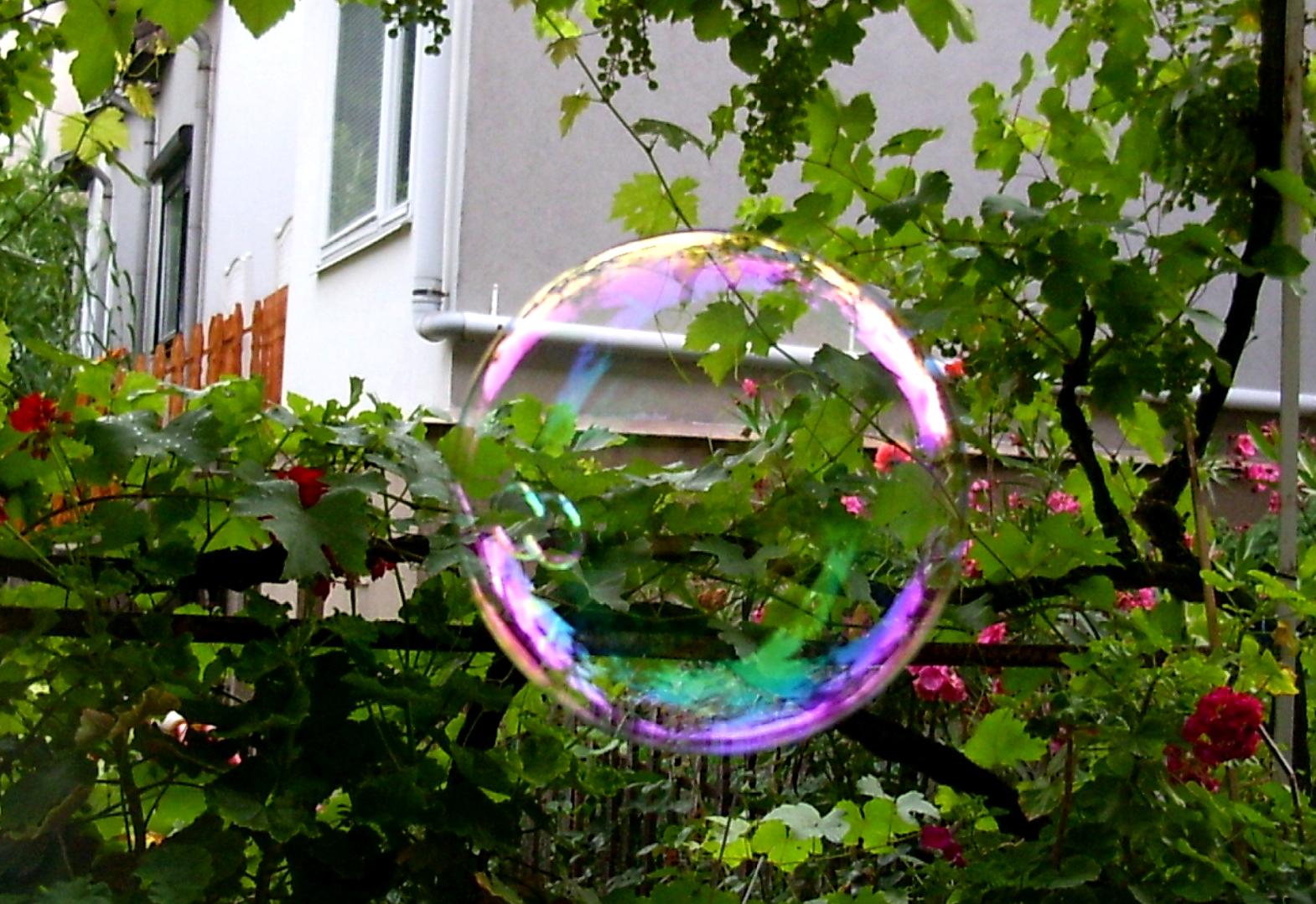
A szappanbuborék hártya vastagsága néhány tíz molekula szélességű, rajta interferencia lép fel, ezért színes

A szappanbuborék szappanos vízből álló vékony hártya, ami színjátszó felületű gömbalakot vesz fel. A szappanbuborékok általában csak néhány pillanatig maradnak meg, utána maguktól vagy egy felülettel érintkezve kipukkadnak. Nem csak a gyerekek örömére lehet velük játszani, hanem művészi szinten is lehet űzni, ahol már nem szappanbuborékról, hanem vízgömbökről beszélünk.

## A buborék szerkezete

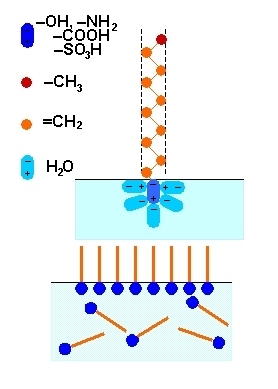
A felületaktív molekulák elhelyezkedése a víz felszínén

A buborék hártyája egy viszonylag rendezett szerkezetű vékony vízréteg, amit két oldalról irányítottan elhelyezkedő felületaktív molekulák (pl. szappanmolekulák) borítanak. Ezek a molekulák egy hidrofil fejből (–OH, – NH2, – COOH, – SO3H stb. csoport) és egy hidrofób farokból (szénhidrogén lánc) állnak. A hidrofil fejek a vízrétegbe merülnek hidratálódnak és lecsökkentik a víz felületi feszültségét s így stabilizálják a buborék alakját. Ha a hidrofób farkak elrendezését megzavarjuk, a buborék kipukkad. Ha hegyes vagy éles felülettel érintkezik, szintén kipukkadhat. A szappanbuborékok egy idő után maguktól is elpattannak, mert a vízmolekulák elpárolognak és a molekulák folytonossága a buborékban megszűnik.

## Fizika

### Felületi feszültség és alak
A buborékok segíthetnek a tér bonyolult matematikai problémáinak megoldásában, mert mindig megtalálják a legkisebb felületet pontok vagy élek között.